# Clădirea școlii parohial-bisericești armenești (Grigoriopol)
Clădirea școlii parohial-bisericești armenești este o clădire amplasată pe str. K. Marx, 183 în Grigoriopol, Republica Moldova. Este un monument istoric de importanță națională inclus în Registrul monumentelor Republicii Moldova ocrotite de stat cu nr. 471 (raionul Grigoriopol). Datează din 1890.